# Chaparral (ort i Colombia, Tolima, lat 3,72, long -75,48)
Chaparral är en ort i Colombia.   Den ligger i departementet Tolima, i den centrala delen av landet, 180 km sydväst om huvudstaden Bogotá. Chaparral ligger 856 meter över havet och antalet invånare är 19 982.
Terrängen runt Chaparral är huvudsakligen kuperad, men norrut är den bergig. Runt Chaparral är det ganska glesbefolkat, med 24 invånare per kvadratkilometer. Chaparral är det största samhället i trakten. Omgivningarna runt Chaparral är huvudsakligen savann.